# Кібер-ризик
Кібер-ризик (англ. Cyber risk) — це операційний ризик, який полягає в отриманні прямих чи побічних збитків економічними суб'єктами внаслідок їх функціонування у кіберпросторі.
Поняття кібер-ризиків можна розглядати у вузькому і широкому сенсі.
У вузькому значенні кібер-ризики пов’язані з операційними загрозами інформаційним та технологічним активам, які негативно впливають на конфіденційність, доступність та цілісність інформації або інформаційної системи.
У широкому значенні кібер-ризики —  це ймовірність загрози інтерактивним цифровим мережам, що використовуються для передачі, модифікації та зберігання інформації (кіберпростору). 
Кіберризик може бути визначений як загроза, пов’язана з онлайн-активністю, інтернет-торгівлею, електронними системами та технологічними мережами, а також зберіганням персональних даних.